# Liste der Mitglieder der American Academy of Arts and Sciences/1783
Im Jahr 1783 wählte die American Academy of Arts and Sciences eine Person zu ihren Mitgliedern.

## Neu gewähltes Mitglied
- Edme-Sébastien Jeaurat (1725–1803)